# German Open 2014 - Qualificazioni singolare
Le qualificazioni del singolare del German Open 2014 sono state un torneo di tennis preliminare per accedere alla fase finale della manifestazione. I vincitori dell'ultimo turno sono entrati di diritto nel tabellone principale. In caso di ritiro di uno o più giocatori aventi diritto a questi sono subentrati i lucky loser, ossia i giocatori che hanno perso nell'ultimo turno ma che avevano una classifica più alta rispetto agli altri partecipanti che avevano comunque perso nel turno finale.

## Teste di serie
1. Albert Ramos Viñolas (qualificato)
2. Thomaz Bellucci (ultimo turno, Lucky loser)
3. Daniel Gimeno Traver (qualificato)
4. Diego Schwartzman (ultimo turno)
5. Andrej Kuznecov (ultimo turno)
6. Facundo Bagnis (ultimo turno)

1. Marco Cecchinato (ultimo turno)
2. Marsel İlhan (qualificato)
3. Gerald Melzer (ultimo turno)
4. Gastão Elias (qualificato)
5. Filip Krajinović (qualificato)
6. Mate Delić (qualificato)

## Qualificati
1. Albert Ramos Viñolas
2. Filip Krajinović
3. Daniel Gimeno Traver

1. Marsel İlhan
2. Gastão Elias
3. Mate Delić

## Lucky loser
1. Thomaz Bellucci

## Tabellone

### Legenda
| - Q = Qualificato - WC = Wild card - LL = Lucky loser | - ALT = Alternate - SE = Special Exempt - PR = Protected Ranking | - w/o = Walkover - r = Ritirato - d = Squalificato |

### Sezione 1
|  | Primo turno | Primo turno          | Primo turno          | Primo turno | Primo turno |  |  | Ultimo turno | Ultimo turno         | Ultimo turno         | Ultimo turno | Ultimo turno |  |
|  |             |                      |                      |             |             |  |  |              |                      |                      |              |              |  |
|  | 1           | Albert Ramos Viñolas | Albert Ramos Viñolas | 6           | 6           |  |  |              |                      |                      |              |              |  |
|  |             | Tobias Hinzmann      | Tobias Hinzmann      | 1           | 1           |  |  | 1            | Albert Ramos Viñolas | Albert Ramos Viñolas | 6            | 7            |  |
|  | WC          | Lukas Rüpke          | 6                    | 1           | 0           |  |  | 7            | Marco Cecchinato     | Marco Cecchinato     | 1            | 63           |  |
|  | 7           | Marco Cecchinato     | 2                    | 6           | 6           |  |  |              |                      |                      |              |              |  |

### Sezione 2
|  | Primo turno | Primo turno      | Primo turno      | Primo turno | Primo turno |  |  | Ultimo turno | Ultimo turno     | Ultimo turno     | Ultimo turno | Ultimo turno |  |
|  |             |                  |                  |             |             |  |  |              |                  |                  |              |              |  |
|  | 2           | Thomaz Bellucci  | Thomaz Bellucci  | 6           | 6           |  |  |              |                  |                  |              |              |  |
|  | WC          | Tim Nekic        | Tim Nekic        | 2           | 1           |  |  | 2            | Thomaz Bellucci  | Thomaz Bellucci  | 3            | 2            |  |
|  |             | Michael Lammer   | Michael Lammer   | 3           | 4           |  |  | 11           | Filip Krajinović | Filip Krajinović | 6            | 6            |  |
|  | 11          | Filip Krajinović | Filip Krajinović | 6           | 6           |  |  |              |                  |                  |              |              |  |

### Sezione 3
|  | Primo turno | Primo turno          | Primo turno          | Primo turno | Primo turno |  |  | Ultimo turno | Ultimo turno         | Ultimo turno         | Ultimo turno | Ultimo turno |  |
|  |             |                      |                      |             |             |  |  |              |                      |                      |              |              |  |
|  | 3           | Daniel Gimeno Traver | Daniel Gimeno Traver | 6           | 6           |  |  |              |                      |                      |              |              |  |
|  |             | Nico Matic           | Nico Matic           | 4           | 2           |  |  | 3            | Daniel Gimeno Traver | Daniel Gimeno Traver | 6            | 7            |  |
|  |             | Renzo Olivo          | 7                    | 4           | 64          |  |  | 9            | Gerald Melzer        | Gerald Melzer        | 4            | 63           |  |
|  | 9           | Gerald Melzer        | 64                   | 6           | 7           |  |  |              |                      |                      |              |              |  |

### Sezione 4
|  | Primo turno | Primo turno       | Primo turno       | Primo turno | Primo turno |  |  | Ultimo turno | Ultimo turno      | Ultimo turno      | Ultimo turno | Ultimo turno |  |
|  |             |                   |                   |             |             |  |  |              |                   |                   |              |              |  |
|  | 4           | Diego Schwartzman | Diego Schwartzman | 6           | 6           |  |  |              |                   |                   |              |              |  |
|  |             | Thiago Monteiro   | Thiago Monteiro   | 2           | 2           |  |  | 4            | Diego Schwartzman | Diego Schwartzman | 6            | 5            |  |
|  | WC          | Demian Raab       | Demian Raab       | 4           | 4           |  |  | 8            | Marsel İlhan      | Marsel İlhan      | 7            | 7            |  |
|  | 8           | Marsel İlhan      | Marsel İlhan      | 6           | 6           |  |  |              |                   |                   |              |              |  |

### Sezione 5
|  | Primo turno | Primo turno     | Primo turno     | Primo turno | Primo turno |  |  | Ultimo turno | Ultimo turno    | Ultimo turno | Ultimo turno | Ultimo turno |  |
|  |             |                 |                 |             |             |  |  |              |                 |              |              |              |  |
|  | 5           | Andrej Kuznecov | Andrej Kuznecov | 6           | 6           |  |  |              |                 |              |              |              |  |
|  |             | Robin Kern      | Robin Kern      | 4           | 1           |  |  | 5            | Andrej Kuznecov | 6            | 62           | 3            |  |
|  |             | Kevin Krawietz  | Kevin Krawietz  | 6           | 2           |  |  | 10           | Gastão Elias    | 2            | 7            | 6            |  |
|  | 10          | Gastão Elias    | Gastão Elias    | 7           | 6           |  |  |              |                 |              |              |              |  |

### Sezione 6
|  | Primo turno | Primo turno         | Primo turno         | Primo turno | Primo turno |  |  | Ultimo turno | Ultimo turno   | Ultimo turno | Ultimo turno | Ultimo turno |  |
|  |             |                     |                     |             |             |  |  |              |                |              |              |              |  |
|  | 6           | Facundo Bagnis      | Facundo Bagnis      | 6           | 7           |  |  |              |                |              |              |              |  |
|  |             | Florian Barth       | Florian Barth       | 3           | 5           |  |  | 6            | Facundo Bagnis | 6            | 4            | 1            |  |
|  | WC          | Maximilian Marterer | Maximilian Marterer | 67          | 4           |  |  | 12           | Mate Delić     | 3            | 6            | 6            |  |
|  | 12          | Mate Delić          | Mate Delić          | 7           | 6           |  |  |              |                |              |              |              |  |